# 大君主行動 (電影)
是一部2018年美國恐怖戰爭片，由朱利斯·艾弗里執導，比利·雷和馬克·L·史密斯共同撰寫劇本，主演包括賈方·艾德波、雅各·安德森、皮魯·艾斯貝克、伊恩·德·卡斯泰克、約翰·馬加羅、懷特·羅素及博金·伍德賓。壞機器人製片公司的J·J·亞柏拉罕與琳賽·韋伯（Lindsey Weber）也在片中擔任監製。該片本為《科洛弗》系列電影的第四部作品，但是在2018年4月25日在CinemaCon上被亞柏拉罕否認了這一點。劇情描述諾曼第登陸前夕，幾名美國士兵被派向敵軍後方進攻，但他們卻意外碰上了一項秘密的納粹實驗。
《大君主行動》在美國由派拉蒙影業定於2018年11月9日上映。

## 劇情
在第二次世界大戰期間的諾曼第登陸前夕，一支美國陸軍第101空降師的傘兵營被派往敵軍後方並受命從此進攻；而當他們受到襲擊並迫降於一處小村莊時，卻發現其村民都染上奇怪的病。在追查下，他們得知這都是納粹的實驗所引發，以製造出無敵的不死兵團，而傘兵們也即將成為對方的實驗品……

## 演員
- 賈方·艾德波 飾 艾德·鮑伊斯一等兵（Private First Class Ed Boyce）：美國陸軍第101空降師傘兵。
- 懷特·羅素 飾 福特下士（Cpl. Ford）：美國陸軍第101空降師爆炸專家和傘兵。
- 瑪蒂爾德·奧利維耶（英语：Mathilde Ollivier） 飾 蔻蘿伊（Chloe）：幫助傘兵的法國平民。
- 約翰·馬加羅（英语：John Magaro） 飾 法蘭克·提比特一等兵（Private First Class Frank Tibbet）
- 詹尼·陶費爾（Gianny Taufer） 飾 保羅（Paul）：蔻蘿伊的弟弟。
- 雅各·安德森（英语：Jacob Anderson） 飾 道森一等兵（Private First Class Dawson）
- 多明尼克·阿普列維特（Dominic Applewhite） 飾 雅各·羅森菲德一等兵（Private First Class Jacob Rosenfeld）
- 皮魯·艾斯貝克 飾 瓦夫納（Wafner）：納粹軍官。
- 伊恩·德·卡斯泰克 飾 莫頓·查斯二等兵（Pvt. Morton Chase）
- 馬克·里斯曼（英语：Marc Rissmann） 飾 薛茲爾（Scherzer）
- 博金·伍德賓（英语：Bokeem Woodbine） 飾 艾德森中士（Sgt. Eldson）

## 製作
《大君主行動》最初的故事是由J·J·亞柏拉罕和編劇比利·雷所構想，且雷也親自撰寫了劇本。派拉蒙影業於2007年買下了該片的版權，而馬克·L·史密斯則被聘來改寫劇本。2017年2月1日，壞機器人製片公司和派拉蒙宣布，朱利斯·艾弗里將執導超自然題材的二戰電影。2017年5月17日，據報導，演員賈方·艾德波、雅各·安德森、多明尼克·阿普列維特（Dominic Applewhite）、皮魯·艾斯貝克、伊恩·德·卡斯泰克、約翰·馬加羅、懷特·羅素、瑪蒂爾德·奧利維耶（Mathilde Ollivier）及博金·伍德賓已加入演出。該片最初被報導為《科洛弗》系列電影的第四部，但亞柏拉罕於2018年4月25日在CinemaCon上否認了這一點。

### 拍攝
主要拍攝於2017年5月開始秘密地進行。

## 發行
《大君主行動》最初定於2018年10月26日在美國上映。2018年7月，延遲至2018年11月9日。2018年4月，在CinemaCon上首度釋出部分片段後，首支預告片於2018年7月18日在網上釋出。

### 評價
爛番茄根據156條評論，持有81%的新鮮度，平均得分6.6／10。在Metacritic上，電影獲得了60分。

### 票房
| 上一届： 《潛艦滅殺令》 | 2018年香港週末票房冠軍 第45週 | 下一届： 《怪獸與葛林戴華德之罪》 |

## 外部連結
- 互联网电影数据库（IMDb）上《大君主行動》的资料（英文）
- Metacritic上《大君主行動》的資料（英文）
- 爛番茄上《大君主行動》的資料（英文）
- Box Office Mojo上《大君主行動》的資料（英文）
- 豆瓣电影上《大君主行動》的資料 （简体中文）